# Rajko Rep
Rajko Rep, slovenski nogometaš, * 20. junij 1990, Rogatec.
Rep je profesionalni nogometaš, ki igra na položaju vezista. Od leta 2024 je član avstrijskega kluba Oberwart in od leta 2019 tudi slovenske reprezentance. Pred tem je igral za slovenske klube Celje, MU Šentjur, Maribor in Muro 05, avstrijske Austrio Klagenfurt, LASK Linz in TSV Hartberg ter romunski Sepsi OSK in poljski Bruk-Bet Termalica. Skupno je v prvi slovenski ligi odigral 110 tekem in dosegel 12 golov. Z Mariborom je osvojil naslov slovenskega državnega prvaka v sezoni 2010/11 in SuperPokal v letih 2012 in 2013. Bil je tudi član slovenske reprezentance do 17, 18, 19, 20 in 21 let.